# ÖAF
Az ÖAF egy osztrák autó- és teherautógyár volt Bécsben, Floridsdorfban. A teljes neve Österreichische Automobil-Fabrik, korábban Österreichische Austro-Fiat – innen az ÖAF rövidítés.
A cég főleg a német MAN cég leányvállalataként ismert.

## Története
Az ÖAF-et az olasz Fiat hozta létre Österreichische Fiat-Werke Aktiengesellschaft néven 1907-ben. Járműveket 1908-tól állított elő. 1925 után lett Österreichische Automobil-Fabrik, mivel a Fiat gépkocsik ausztriai értékesítésével egy másik cég kezdett el foglalkozni. Ekkortól önálló gyártóvá vált. 1928-tól már csak haszongépjárműveket készített.
Azt követően, hogy a Harmadik Birodalom 1938-ban bekebelezte Ausztriát, a német MAN többségi részvényes lett az ÖAF-ben. A cég a második világháború után 1955-től kezdett el ismét gyártani. Ekkor a katonaságnak készített teherautót, de az Osztrák Hadsereg végül a rivális (és később szintén MAN-tulajdonú) Steyr termékeit választotta.
A vállalat 1970-ben egyesült a Gräf & Stifttel, majd az így létrejött ÖAF Gräf & Stiftet 1971-ben fölvásárolta az MAN AG. Ezáltal az ÖAF ismét és végérvényesen a német céghez került, s annak leányvállalatává vált. Ettől kezdődően míg a Gräf & Stift az MAN buszait és trolibuszait gyártotta – olykor azokból is különleges kivitelűeket –, az ÖAF leginkább a speciális kialakítású teherautóit: főleg nehézvontatókat, kommunális járműveket (pl. szemeteskocsikat), építőipari járműveket, tűzoltójárműveket, valamint katonai járműveket. Az itt készült MAN-fülkés teherautók hűtőrácsára ezért került gyakran ÖAF felirat MAN helyett, és a hivatalos elnevezésükben is „MAN/ÖAF” szerepelt.
Miután az MAN 2001-ben megszerezte a Neoplan buszgyárat is, az átszervezés során megszüntette az ÖAF Gräf & Stiftet, és ehelyett a részleg új neve MAN Sonderfahrzeuge AG (MAN Különleges Jármű Rt.) lett. Mindettől függetlenül a termelés azóta is folyamatos.

## Galéria

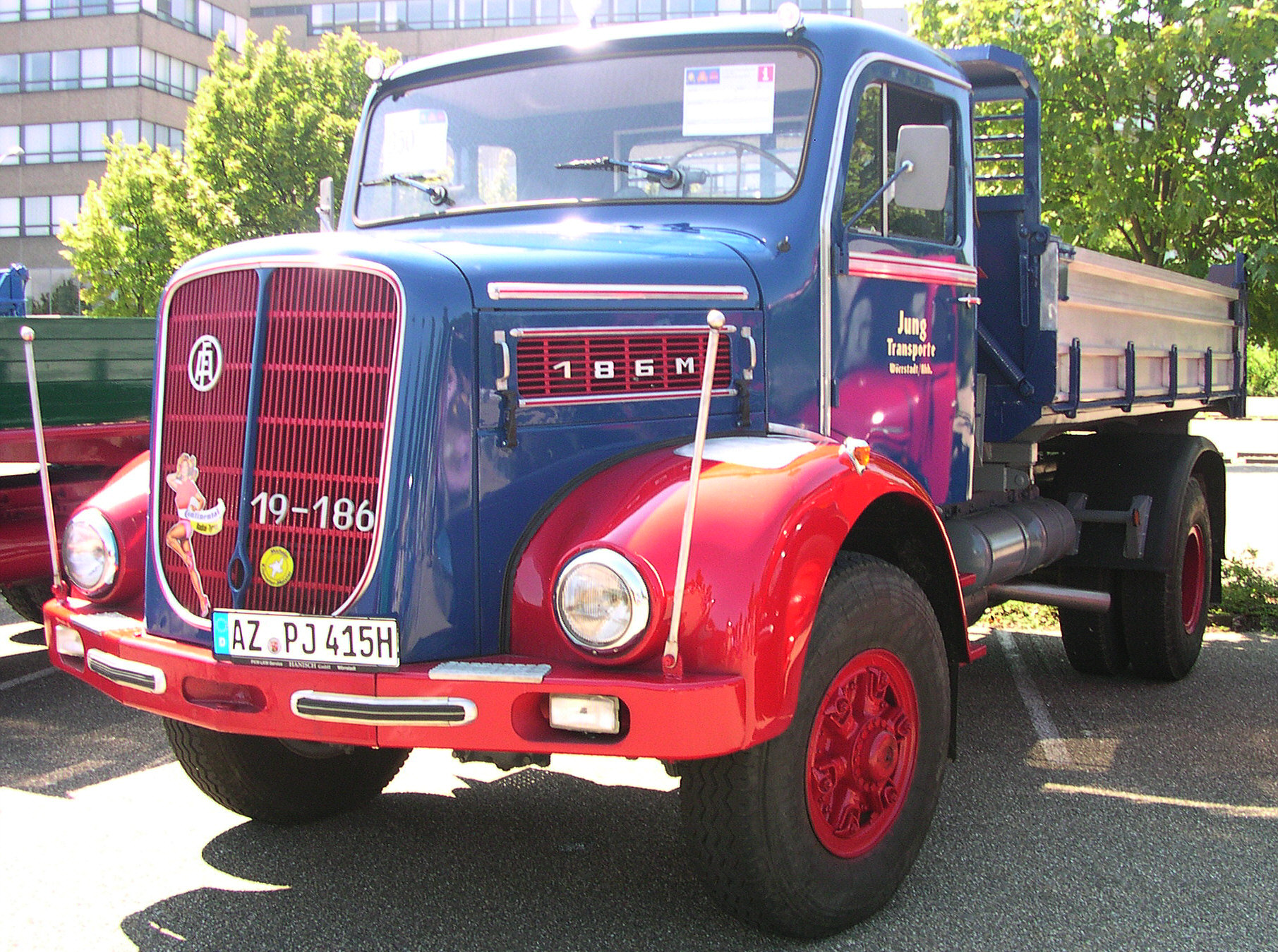
ÖAF 19 186
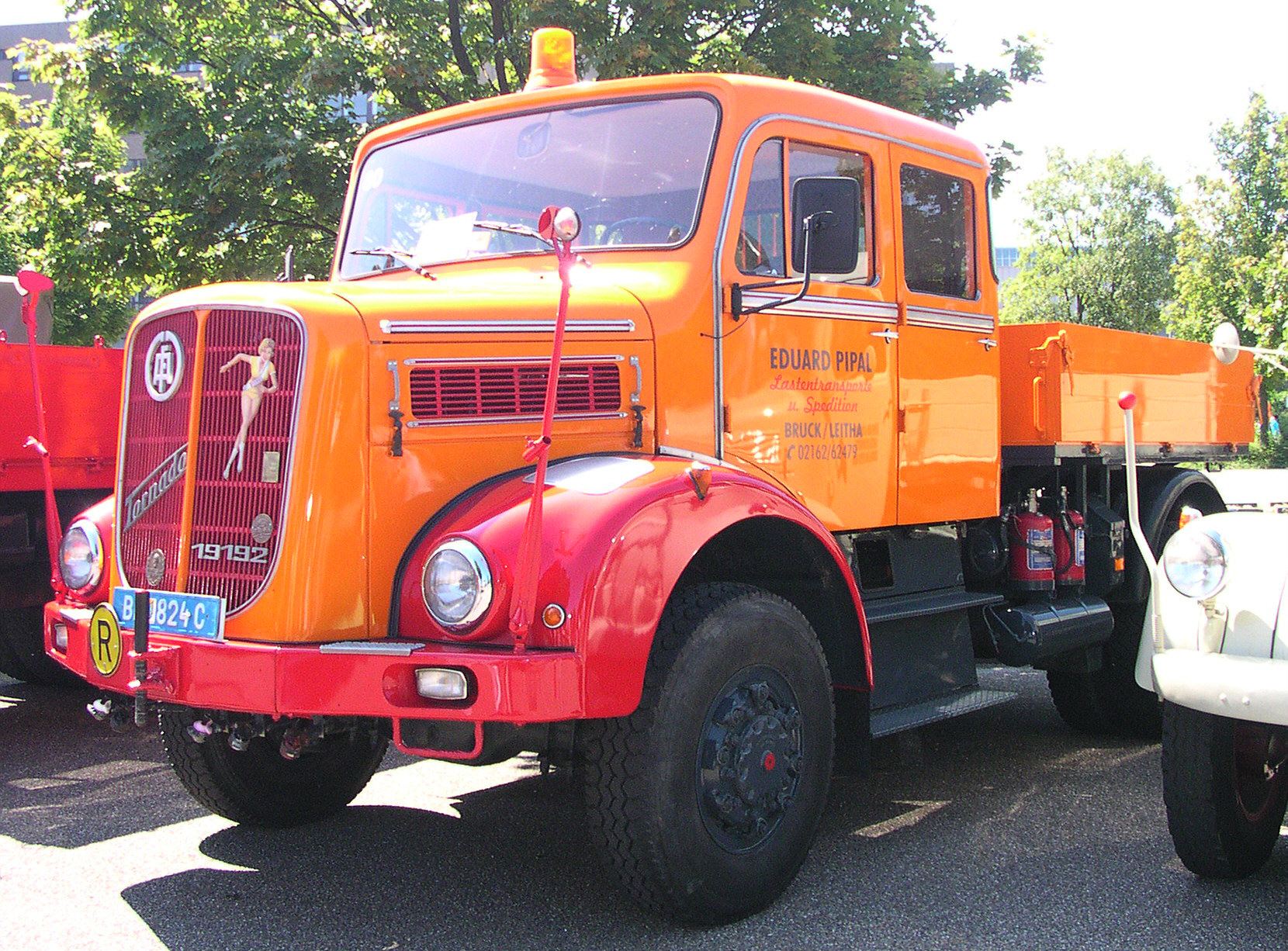
ÖAF 19 192
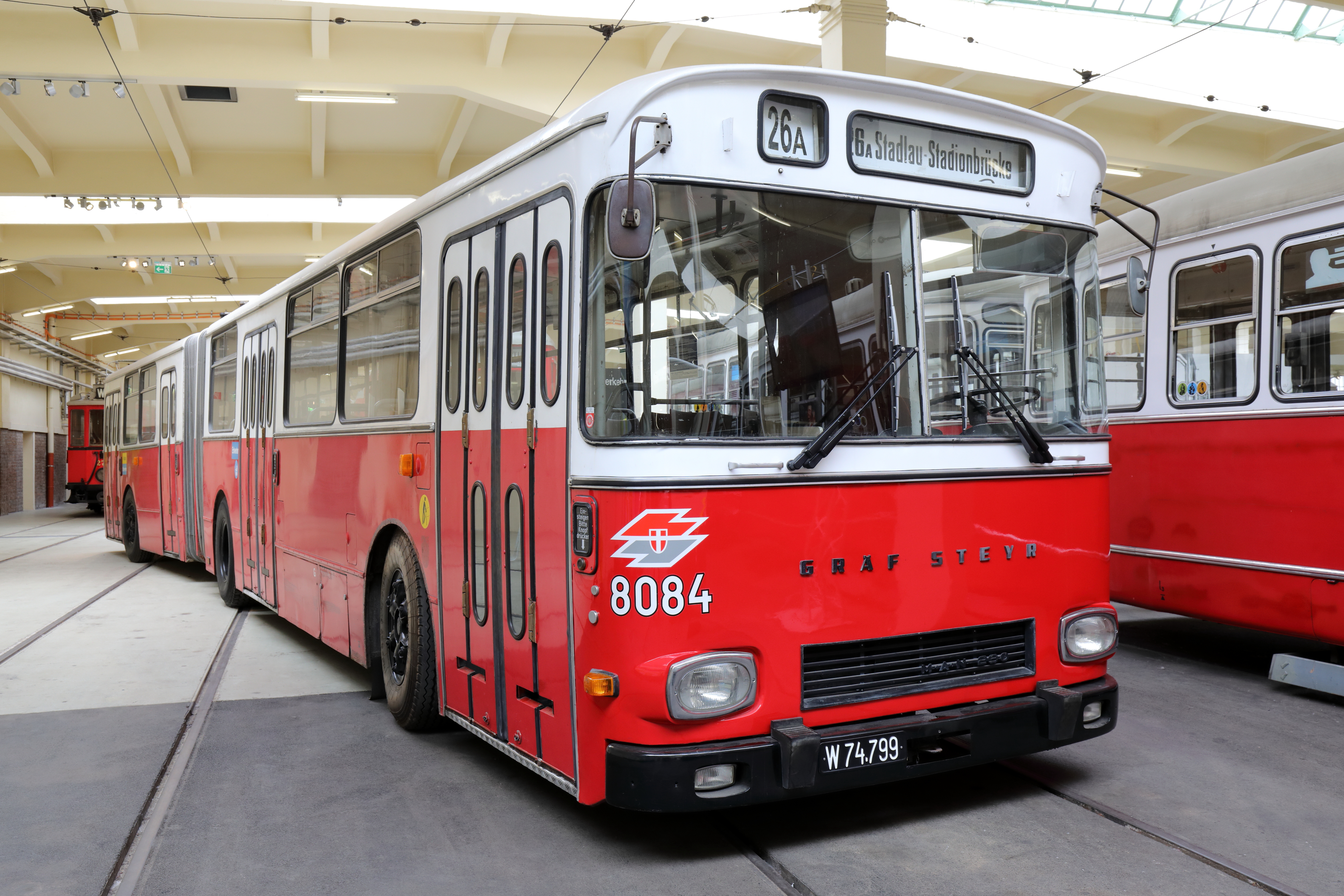
ÖAF-Gräf & Stift csuklós busz
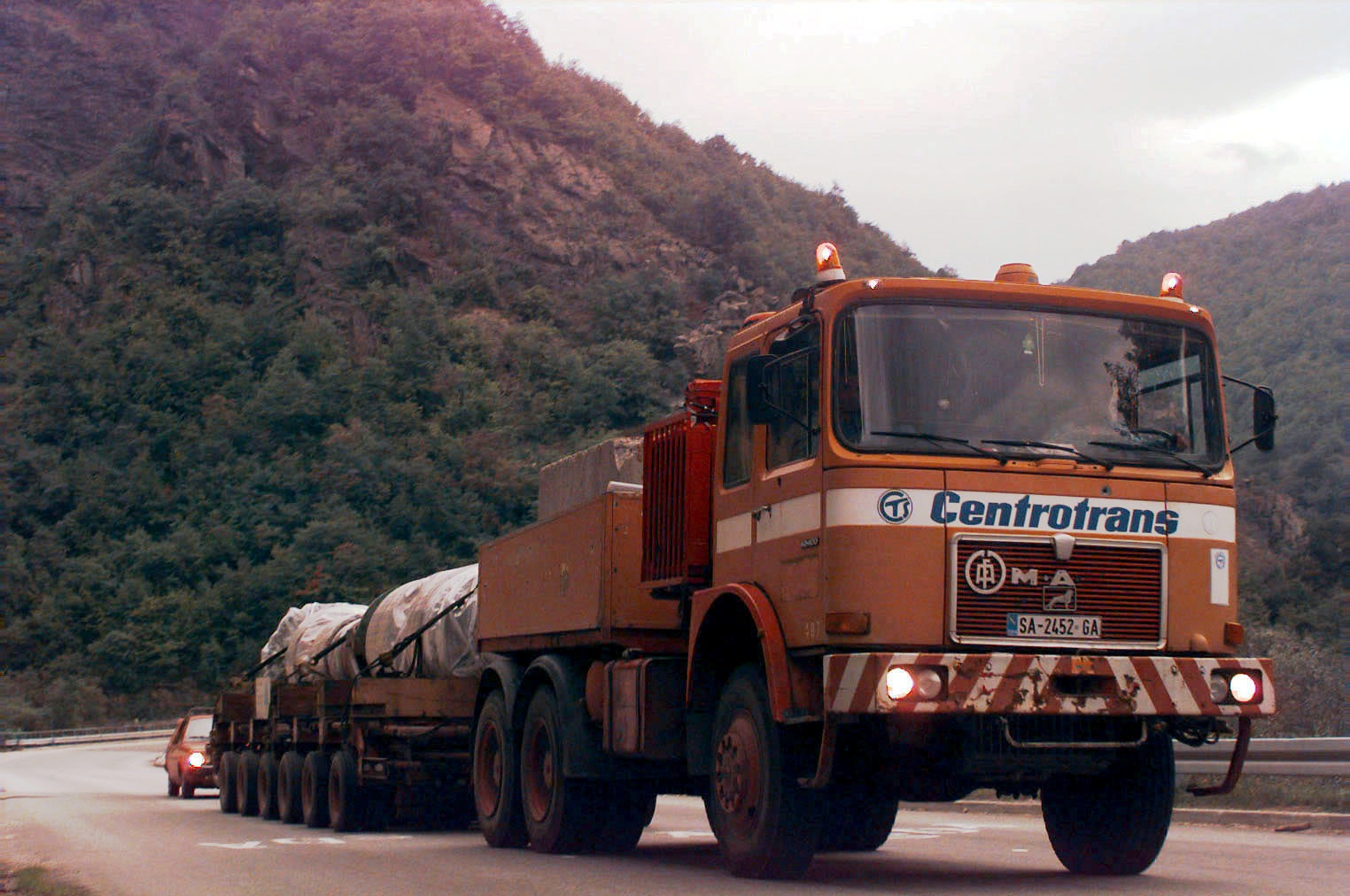
MAN/ÖAF F8 nehézvontató 6×6
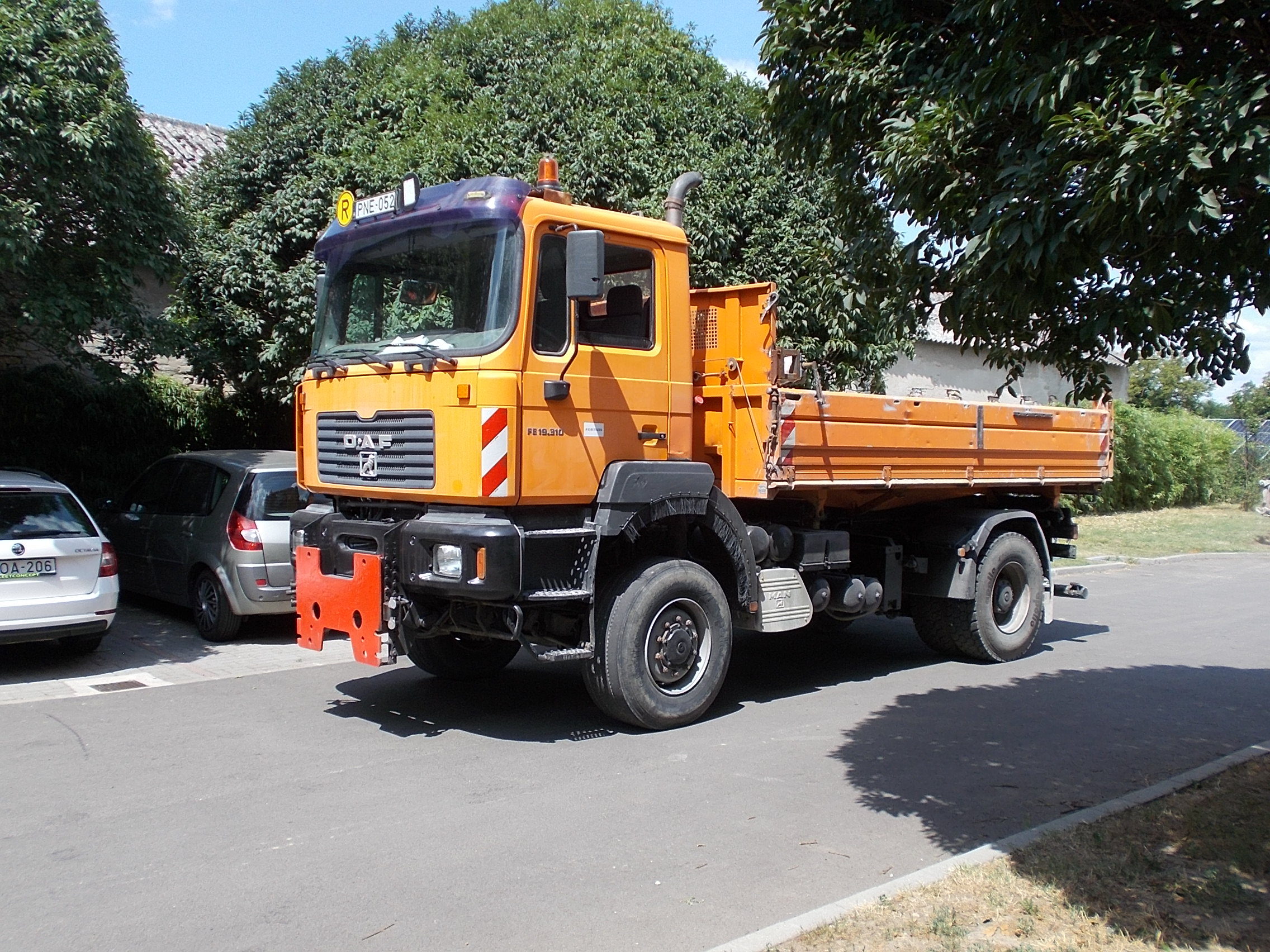
MAN/ÖAF FE 19.310 4×4
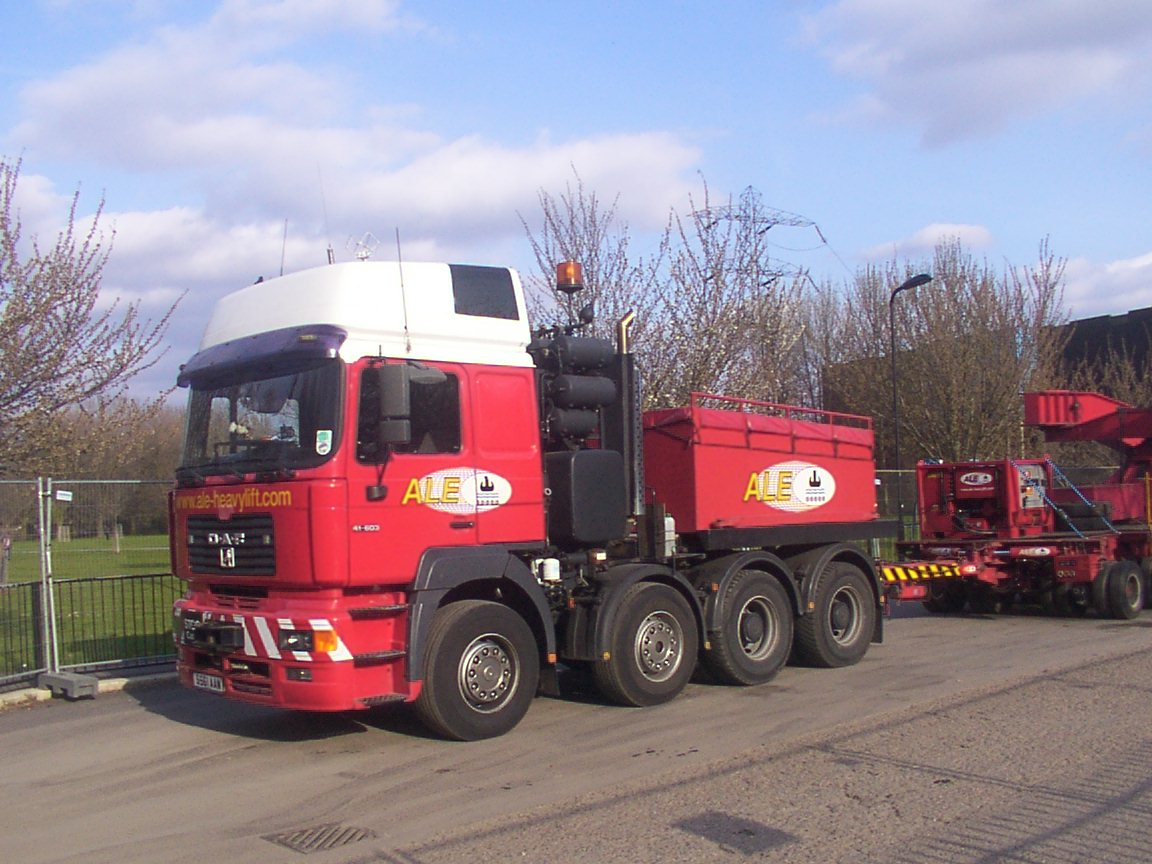
MAN/ÖAF F90 41.603 nehézvontató 8×4/4
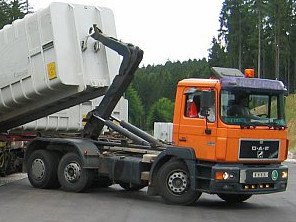
MAN/ÖAF F90 horgos konténerszállító 6×2/4
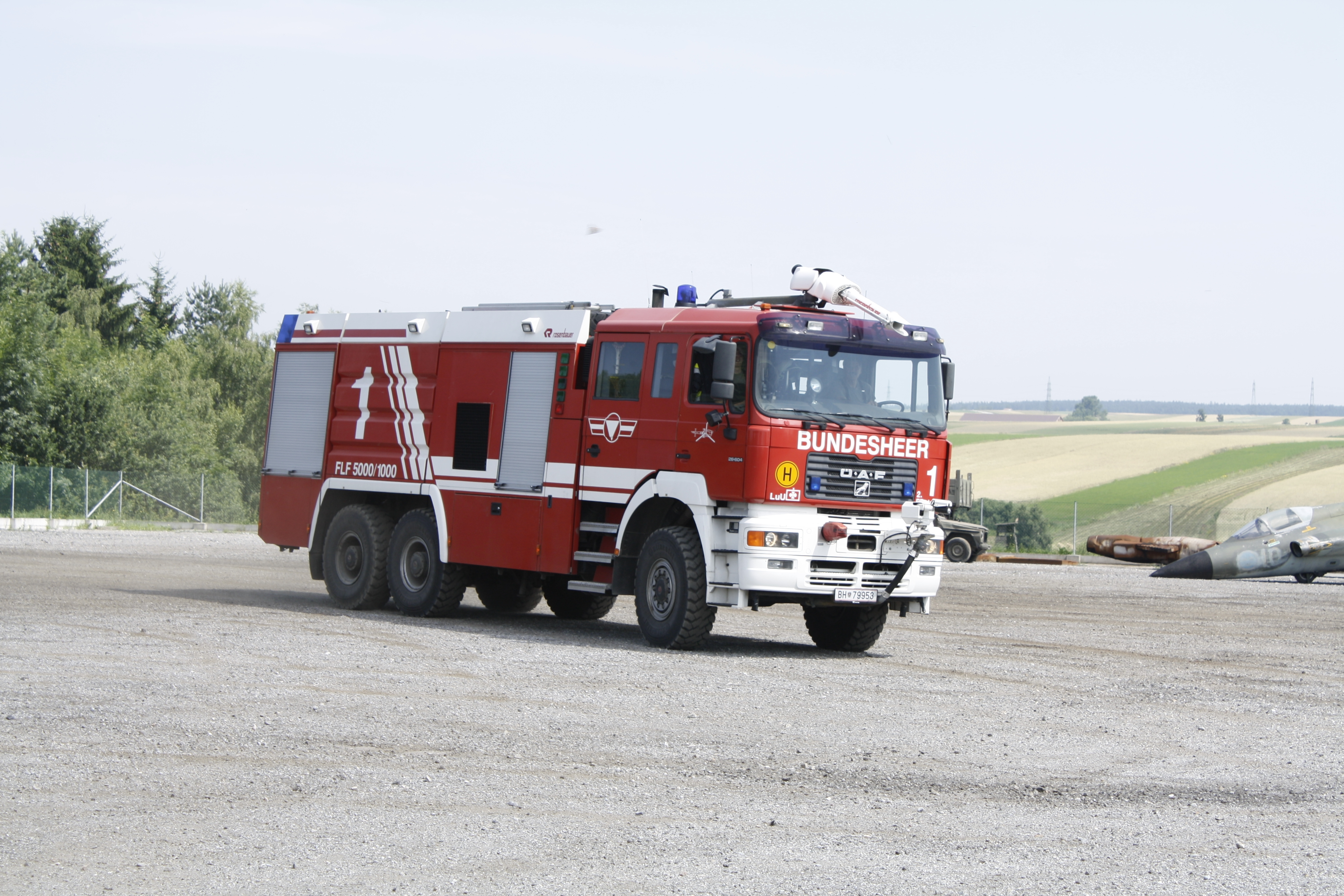
MAN/ÖAF F90 tűzoltó 6×6
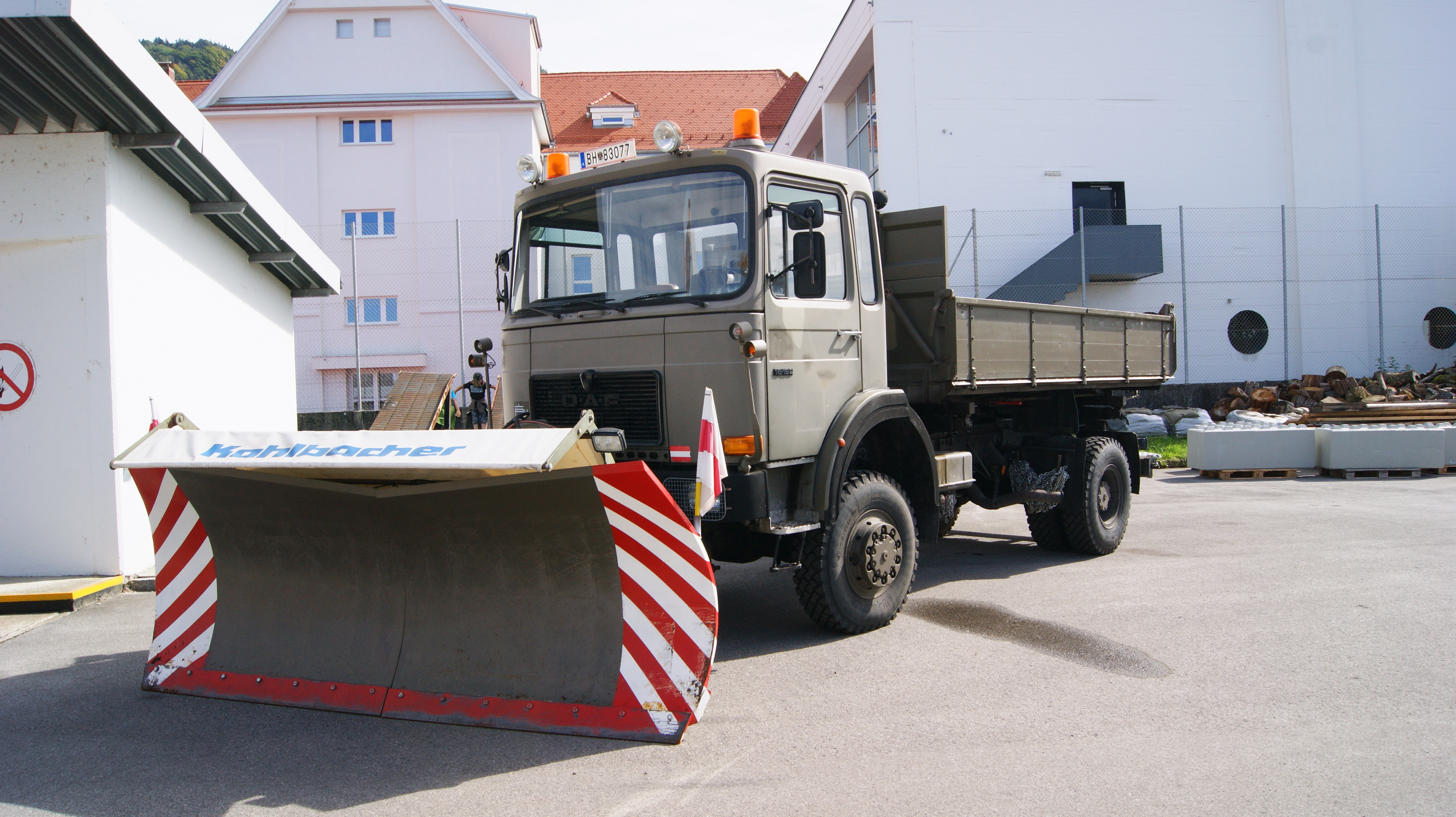
MAN/ÖAF F8 katonai teherautó hóekével 4×4
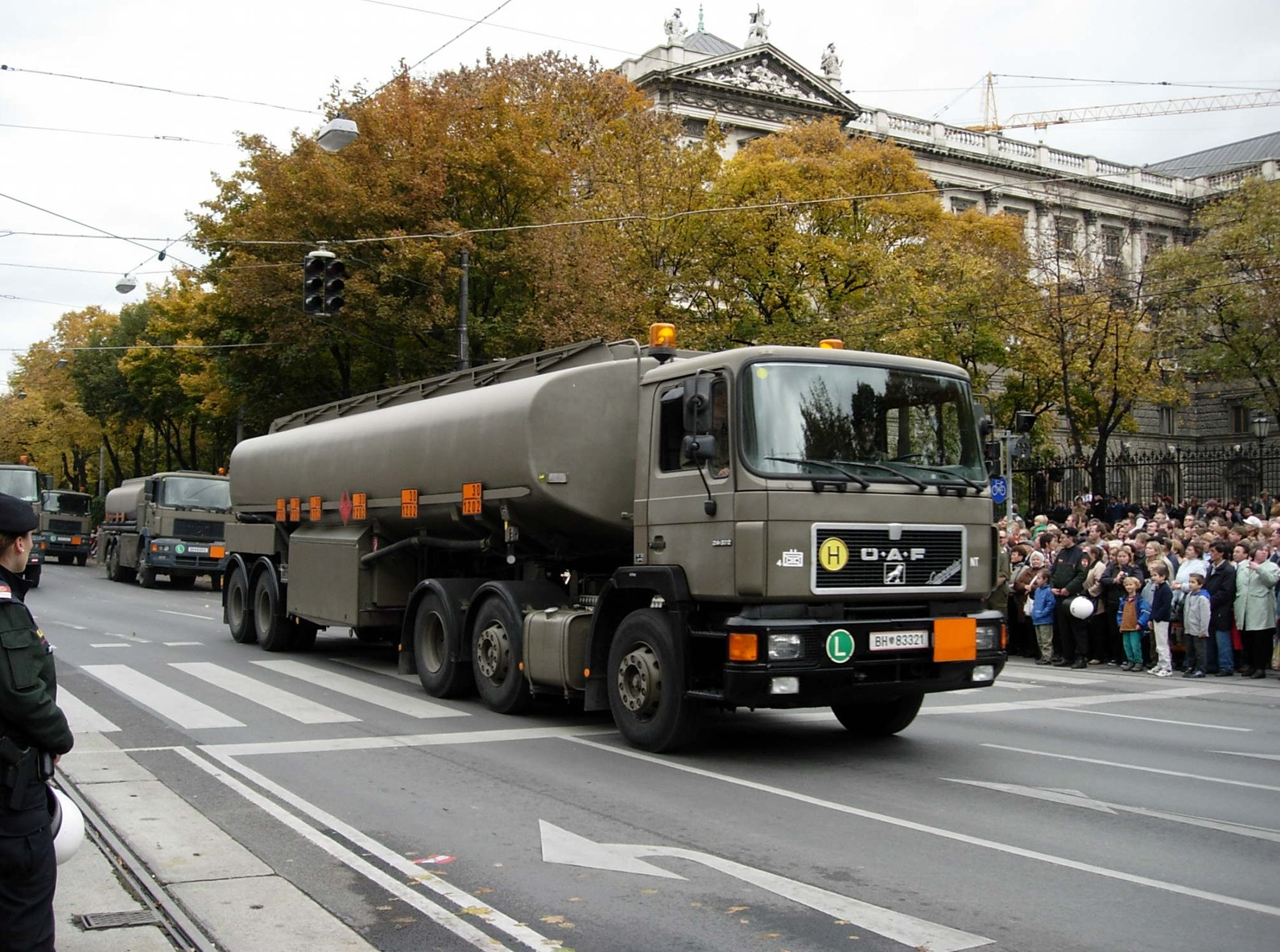
MAN/ÖAF F90 katonai nyerges vontató 6×2
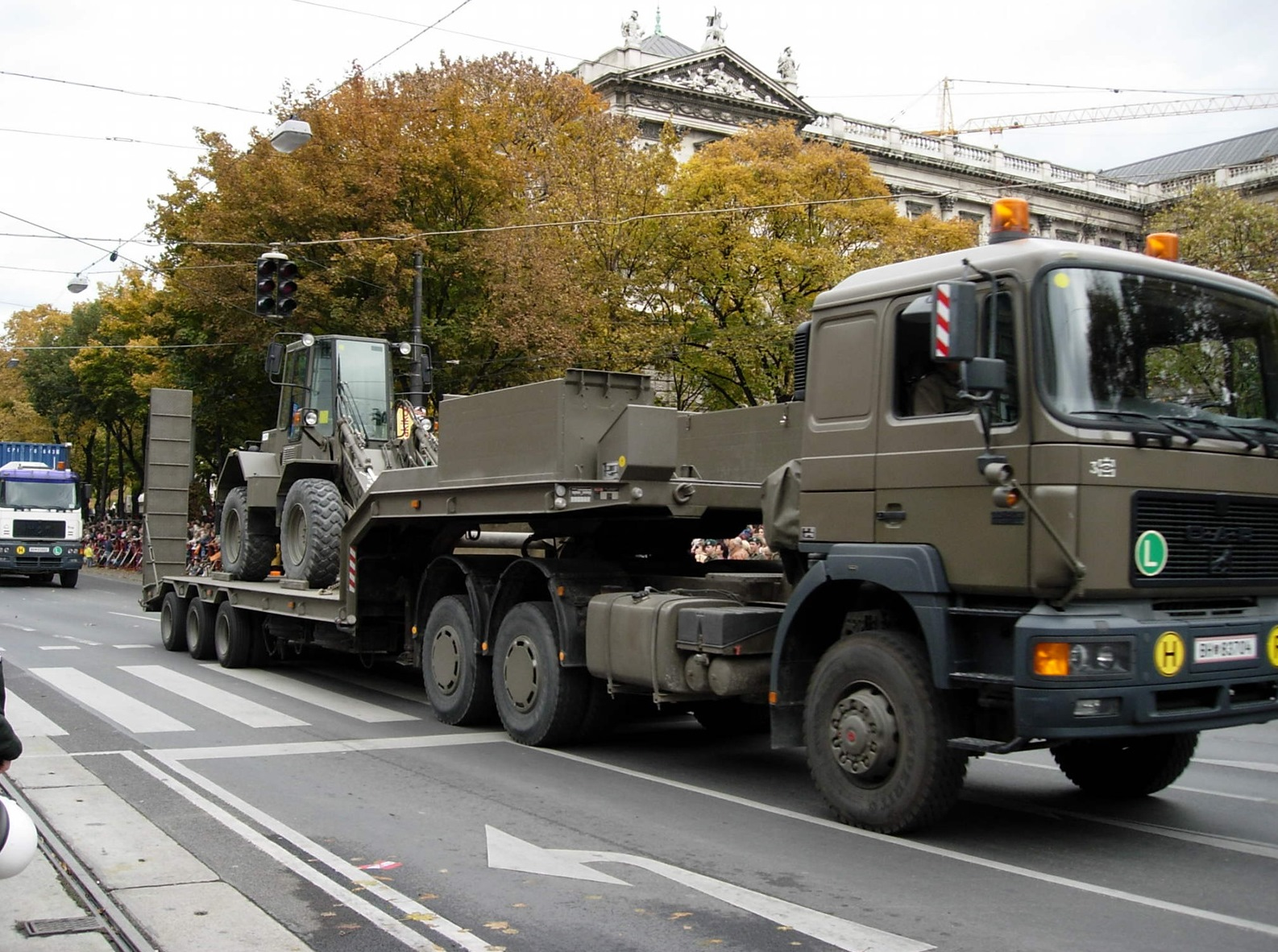
MAN/ÖAF F90 katonai nyerges vontató 6×6
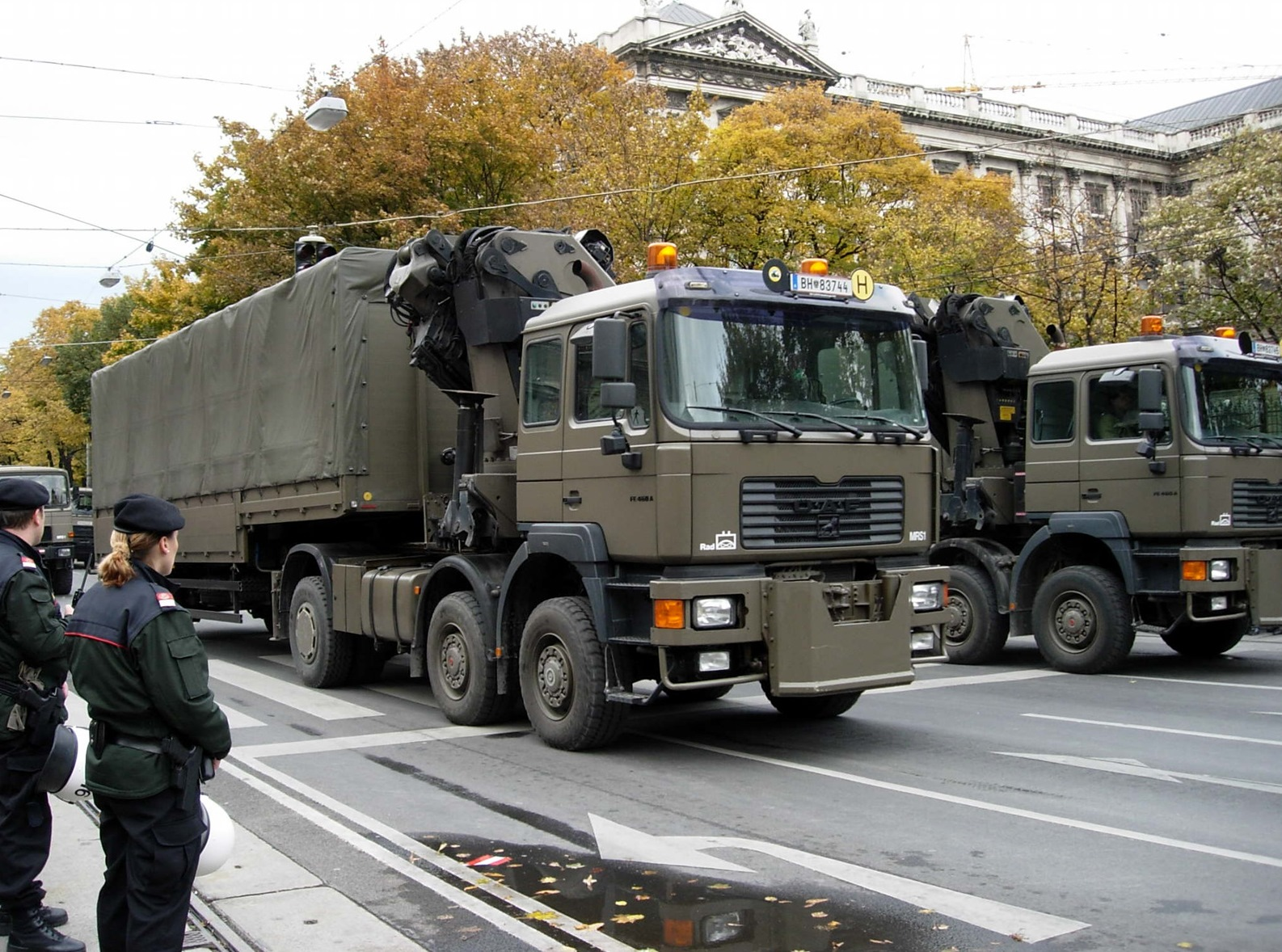
MAN/ÖAF F90 speciális katonai nyerges vontató 6×6/4
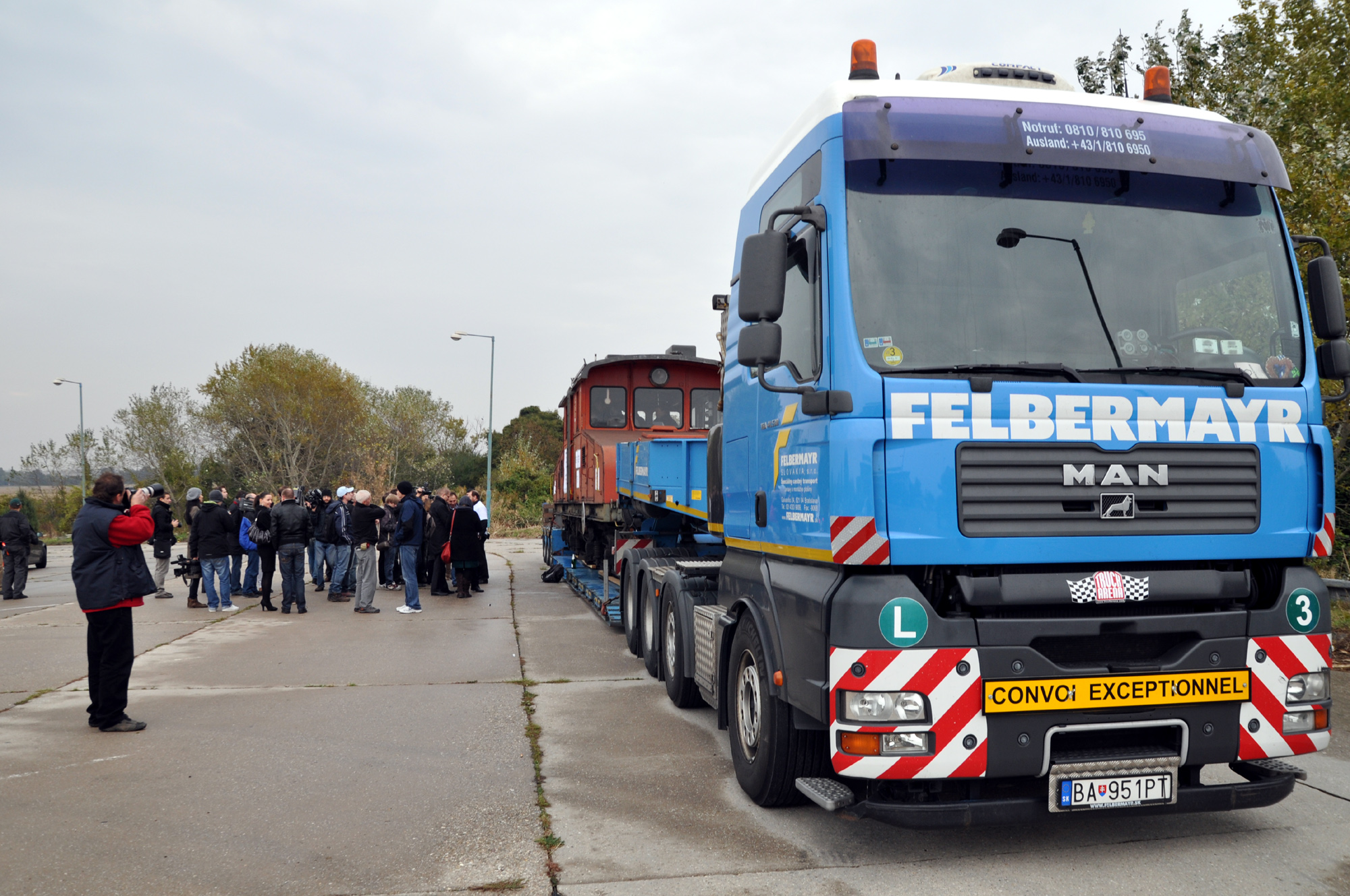
MAN/ÖAF TGA, az utolsó még ÖAF név alatt megjelent széria